# جب الشامی (سوریه)
جُب الشامی دهکده ای در استان حمص و شرق شهر حمص است. بر پایه آمارهای سال ۲۰۰۴ جمعیت این دهکده ۳۵ نفر است.